# Antennarius pauciradiatus
Antennarius pauciradiatus es una especie de pez del género Antennarius, familia Antennariidae. Fue descrita científicamente por Schultz en 1957.
Se distribuye por el Atlántico Occidental: Bahamas, frente a Belice, Colombia, Bermudas, Puerto Rico, Antigua y frente a la costa atlántica de Florida. El largo total (TL) es de 6,3 centímetros. Se ha registrado a profundidades de hasta 73 metros y habita cerca de arrecifes y rocas.
Está clasificada como una especie marina inofensiva para el ser humano.